# Raad voor plantenrassen
De Raad voor plantenrassen is een Nederlands zelfstandig bestuursorgaan.
De Raad voor plantenrassen is op 1 februari 2006 opgericht en is de opvolger van de Raad voor het Kwekersrecht.
De Raad schrijft rassen met of zonder kwekersrecht in in het Nationaal Rassenregister. Het onderzoek voor de registratie en verlening van kwekersrecht wordt in Nederland uitgevoerd door de Naktuinbouw.
Daarnaast laat de Raad landbouwrassen en rassen en opstanden van bosbouwgewassen tot het verkeer toe. 
Rassen van landbouwgewassen mogen niet zo maar in de handel komen en geteeld worden, maar moeten naast de eisen van nieuwheid, onderscheidbaarheid, uniformiteit en bestendigheid ook voldoen aan cultuurwaarde- en gebruikswaarde eisen. 
Registraties bij het Communautair Bureau voor plantenrassen gelden op EU-niveau en zijn dus ook geldig in Nederland. 